# Saint-Pierre-de-Fursac
Saint-Pierre-de-Fursac – miejscowość i dawna gmina we Francji, w regionie Nowa Akwitania, w departamencie Creuse. W 2013 roku populacja gminy wynosiła 796 mieszkańców. 
W dniu 1 stycznia 2017 roku z połączenia dwóch ówczesnych gmin – Saint-Étienne-de-Fursac oraz Saint-Pierre-de-Fursac – utworzono nową gminę Fursac. Siedzibą gminy została miejscowość Saint-Étienne-de-Fursac. 